# Đạo đức kinh
Đạo Đức Kinh (tiếng Trung: 道德經; phát âm tiếng Trung: ngheⓘ) là quyển sách do triết gia Lão Tử viết ra vào khoảng năm 600 TCN. Theo truyền thuyết thì Lão Tử vì chán chường thế sự nên cưỡi trâu xanh đi ở ẩn. Ông Doãn Hỷ đang làm quan giữ ải Hàm Cốc níu lại "nếu ngài quyết đi ẩn cư xin vì tôi để lại một bộ sách!", Lão Tử bèn ở lại cửa ải Hàm Cốc viết bộ "Đạo Đức Kinh" dặn Doãn Hỷ cứ tu theo đó thì đắc đạo. Do đó, Đạo Đức Kinh còn được gọi là sách Lão Tử.

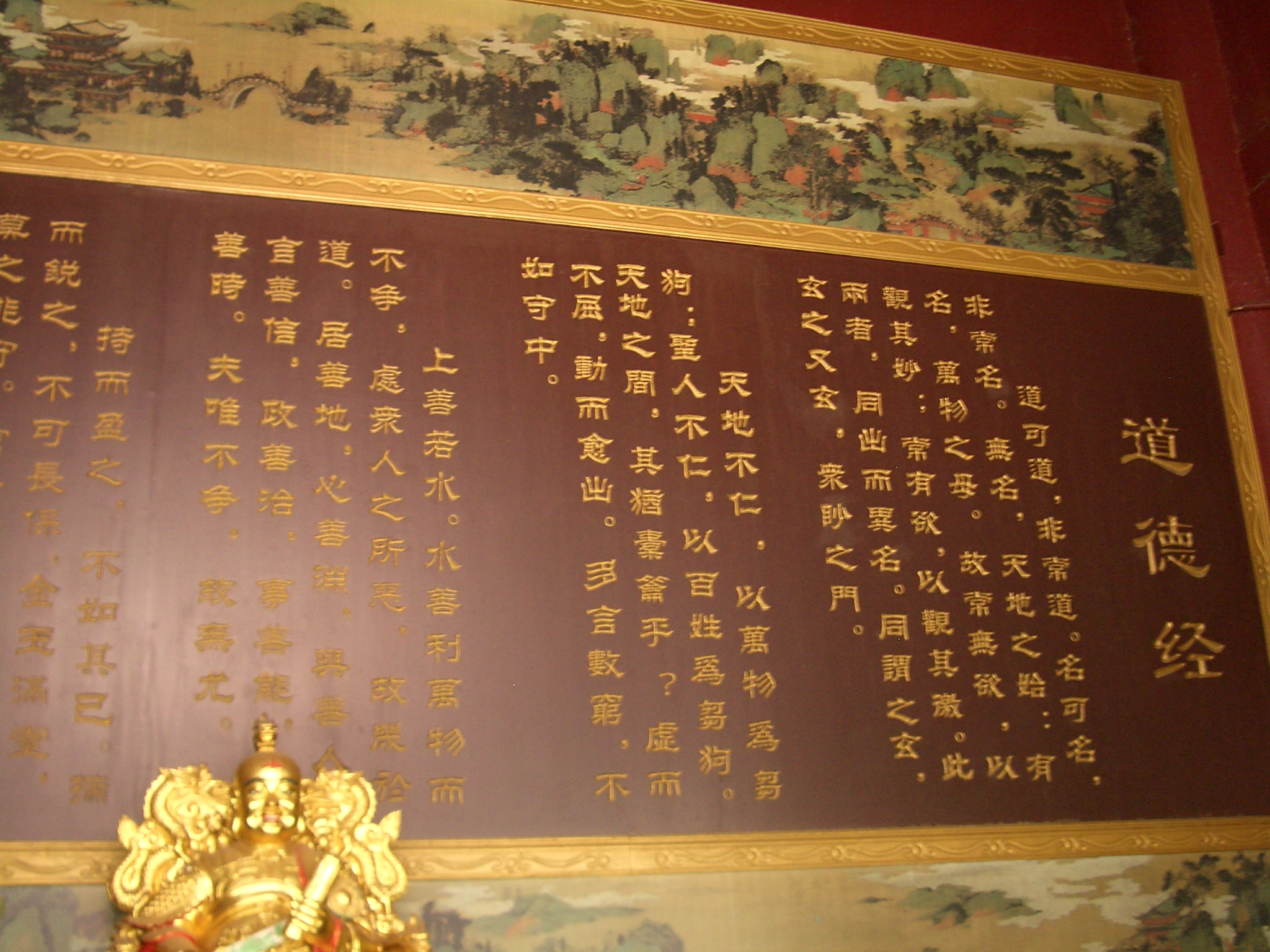

## Cấu trúc

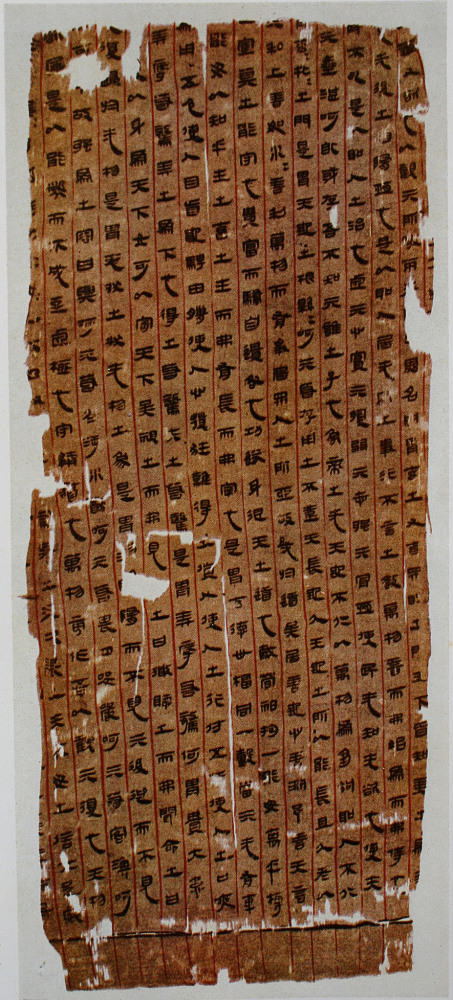

Đạo Đức Kinh gồm có 81 chương với khoảng 5000 chữ Hán, chia làm 2 phần: Thượng Kinh và Hạ Kinh.
- Thượng Kinh gồm 37 chương, bắt đầu bằng câu: "Đạo khả Đạo phi thường Đạo". Thượng Kinh luận về chữ Đạo nên được gọi là Đạo Kinh.
- Hạ Kinh gồm 44 chương, bắt đầu bằng câu: "Thượng Đức bất Đức thị dĩ hữu Đức". Hạ Kinh luận về chữ Đức nên được gọi là Đức Kinh.

Tuy nhiên, có ý kiến cho rằng Đạo Đức Kinh vốn không phân chia thành phần hay chương. Chính người đời sau phân chia ra.

## Các bản dịch Việt và phổ biến
Có hai bản dịch ra tiếng Việt phổ biến bởi Nguyễn Hiến Lê và Nguyễn Duy Cần, còn có hai bản dịch của Nhượng Tống và Lý Minh Tuấn.
Ngoài ra còn có một bản dịch song ngữ Anh-Việt của dịch giả Vũ Thế Ngọc, căn cứ trên cổ bản Mã Vương Đôi với câu mở đầu: "Đạo khả đạo dã phi hẳng đạo dã, danh khả danh dã phi hằng danh dã".

## Luân lý trong Đạo Đức kinh
Câu mở đầu của Đạo đức kinh là Đạo khả đạo phi thường đạo, danh khả danh phi thường danh, do vậy theo ông, Đạo là không thể nào định nghĩa được. 

### Vô vi
Khái niệm vô vi trong Đạo Đức kinh thường bị hiểu lầm là không nên làm gì cả, nhưng thật ra Lão Tử khuyên rằng Làm mà như không làm, như thế có đặng không. Ông cũng viết rằng nước tuy mềm mại uyển chuyển nhưng có thể chảy đến bất cứ nơi nào, và với một khối lượng lớn thì có thể làm lở cả đất đá. Như vậy vô vi có thể ví von với cách hành xử của nước.
Vô vi nhi vô bất vi (chương 48), vô vi là hành động theo tự nhiên, là làm mà không có tâm riêng, cũng như đói thì phải ăn, khát thì phải uống.

### Nhân ái
Ông khuyên tri nhân giả trí, tự tri giả minh, nghĩa là biết người khác chỉ mới là trí, nhưng tự biết mình thì mới là sáng. Như vậy ông chú trọng đến việc tự chinh phục bản thân hơn là chinh phục kẻ khác. Nên bằng lòng với cái mình có, tri túc chi túc hà thời túc, tri nhàn chi nhàn hà thời nhàn, nghĩa là biết đủ thì đủ và lúc nào cũng đầy đủ cả, biết nhàn thì nhàn và lúc nào cũng nhàn cả.

## Đạo Đức kinh và Đạo giáo
Đạo đức kinh ngày nay đã trở thành quyển sách chính đạo của các Tôn giáo theo Tiên giáo như kiểu Kinh Thánh. Ở Việt Nam nổi bật lên là đạo Cao Đài lấy Đạo đức kinh làm giáo trình chính để đi theo, họ coi đây là một quyển sách về Dịch (như Kinh Dịch) nhưng không có quẻ.
Đạo đức kinh trong đạo giáo được coi như là cách thức để tu luyện nhằm tiến tới trạng thái trường sinh bất lão là mục đích chính, chứ không nhằm mục đích dùng đạo để phát huy đức.

## Nhận xét
Lời lẽ trong Đạo Đức Kinh rất khúc chiết, ý nghĩa rất uyên thâm, luận về hai chữ "Đạo Đức", nói về cơ tạo hóa, định vị trời đất, hóa sinh vạn vật, và những phương pháp huyền bí dạy về tu luyện để đắc thành bậc Thiên Tiên.
Đây là quyển kinh căn bản của Tiên giáo do Lão Tử (còn được gọi là Thái Thượng Lão Quân) viết ra và người đời sau suy tôn ông là giáo chủ Tiên giáo.
Quan niệm về vũ trụ và nhân sinh của Lão Tử căn cứ trên hai chữ Đạo và Đức, nên ông theo đó mà lập thành giáo lý.
Nhiều người cho rằng giáo huấn của Lão Tử thật kỳ lạ, vì ông khuyên người ta rèn luyện trí tuệ đạt tới mức tưởng như ngu độn, đời sống không nên tranh giành, xử thế nên đơn giản, tính tình nên giản phác.